# Gouvernement de Smet de Naeyer I
Royaume de Belgique
de Burlet Vandenpeereboom
Le gouvernement de Smet de Naeyer I est un gouvernement catholique qui gouverna la Belgique du 25 février 1896 jusqu'au 23 janvier 1899. Le chef du gouvernement, Paul de Smet de Naeyer est également député catholique, président du Conseil et ministre des finances. Il est d’abord élu ministre dans le gouvernement de Jules de Burlet en 1894, avant de lui succéder deux ans plus tard dans le gouvernement de Smet de Naeyer. Il va rester au pouvoir jusqu'en 1899.

## Formation et composition
Les élections législatives belges de 1896 ont eu lieu le 5 juillet, et ont offert une majorité absolue au Parti catholique à la Chambre des représentants.
| Ministère                                                | Nom                     | Parti               |
| -------------------------------------------------------- | ----------------------- | ------------------- |
| Ministre des Affaires étrangères                         | Paul de Favereau        | Parti catholique    |
| Ministre de l'Intérieur                                  | François Schollaert     | Parti catholique    |
| Ministre de la Justice                                   | Victor Begerem          | Parti catholique    |
| Ministre des Finances                                    | Paul de Smet de Naeyer  | Parti catholique    |
| Ministre de l'Agriculture et des Travaux publics         | Léon de Bruyn           | Parti catholique    |
| Ministre des Chemins de fer, des Postes et du Télégraphe | Jules Vandenpeereboom   | Parti catholique    |
| Ministre de l'Industrie et du Travail                    | Albert Nyssens          | Parti catholique    |
| Ministre de la Guerre                                    | Jacques-Joseph Brassine | Extra-parlementaire |

## Contexte économique
Le gouvernement de Smet de Naeyer a favorisé l’essor économique de la jeune Belgique industrielle. Le premier ministre s'engage dans les affaires financières du pays. Pendant plus de treize ans, Paul de Smet de Nayer s'était attaché à défendre l'œuvre congolaise initiée par Léopold II, la colonisation étant à son apogée et constituant une des ressources économiques principales de l’État. Sous son gouvernement, le commerce par voie maritime s’est davantage développé.
Le Congo belge est une des ressources économiques principales de l’État Belge, notamment à la fin du XIXe siècle. En 1895, la reprise du Congo par la Belgique fut soulevée pour la première fois, c'est lors de cette même année que Paul de Smet de Naeyer a débuté dans les affaires congolaises. En raison de la situation financière compliquée sur le territoire africain, l'annexion de cet État indépendant du Congo à la Belgique a été envisagée. Un traité d'union entre ces deux États a alors été conclu le 9 janvier 1895. Il en a été admis que la Belgique avancerait financièrement le Congo. De Smet de Nayer, qui présidait le Conseil déposa, le 29 mars 1895, sur le bureau de la Chambre, un projet de loi qui disposait que la Belgique aurait ce droit d'annexer l'État indépendant du Congo, en échange du remboursement de la somme prêtée. Une loi d'annexion immédiate fut déposée mais celle-ci disposait que l'État indépendant du Congo continuerait à administrer les territoires et sa population. Le gouvernement de Smet de Naeyer fut plusieurs fois intercepté par la Commission spéciale chargée d'examiner les projets de loi relatifs au Congo afin de se prononcer sur la question. Par la suite, notamment à travers l’exposition universelle de 1987, la Belgique dévoilera l’importance des bénéfices apportés par sa colonie située en Afrique.

## Contexte social
L’année de début du gouvernement de Naeyer tient un rôle essentiel dans l’histoire du droit social belge. À ce moment-là apparaît une nouvelle politique sociale qui relève les problèmes essentiels de la classe ouvrière. La commission du travail de 1886 aboutit à une série de propositions d’avant-projets de loi qui poussent le gouvernement à envisager un programme législatif à long terme.
L’État devient considérablement plus interventionniste en la matière. En 1887, sont adoptées 3 lois révolutionnaires pour le milieu ouvrier. Une loi sur les Conseils de l’industrie et du travail est adoptée le 16 août de cette année. Elle met sur pied un Conseil de l’industrie et du travail pour créer un lieu de rencontre, où les ouvriers peuvent s’exprimer, et les employeurs être écoutés. Une seconde loi, celle sur le paiement des salaires, bouleverse ce milieu le même jour. Elle a pour but d’instaurer un réel salaire monétaire et abolir les paiements en nature. Cette législation est considérée comme la première à prendre de l’autonomie dans la législation, appelée industrielle à l’époque. Le 18 août 1887 paraît la loi sur l’insaisissabilité et l'incessibilité des salaires des ouvriers. Celle-ci assure l’employé tout en préservant les droits des ouvriers, notamment en ce qui concerne la saisie du salaire.
Une dernière loi adoptée sous le gouvernement de Naeyer est celle du 15 juin 1896 sur les règlements d’atelier. Elle est importante car “elle fait entrer l’État dans les usines”. Cette loi permet aux ouvriers d’être protégés contre les insécurités sur leur lieu de travail et force les employeurs à améliorer les conditions de travail sous peine de se faire sanctionner par les juridictions compétentes.
Le Parti ouvrier belge crée la première Commission syndicale en 1898, dans le but de faire entendre la parole ouvrière auprès des patrons. À partir de 1886, la situation des ouvriers belges commence à s'améliorer.

## Réformes

### Réforme sur la loi d'égalité (loi Coremans-De Vriendt)
Le gouvernement de Smet de Naeyer vote la loi « d'égalité » qui met le néerlandais sur un pied d'égalité avec le français en matière de législation. De manière officielle, sur papier, la révolution belge de 1830 avait consacré le principe de la liberté de l’emploi des langues. Mais en réalité, elle avait donné naissance à un État francophone, à l’image de la bourgeoisie et de la noblesse qui le dominaient. Rapidement, le français avait été adopté comme langue de l’appareil d’État et, durant des décennies, toute autre langue avait été absente des principaux organes du pouvoir. Depuis lors, de nombreuses querelles liées à l’emploi des langues, que ce soit dans les institutions de l’État central, dans l’administration, dans la justice, dans l’enseignement, dans les relations professionnelles, etc. sont survenues dans la politique belge. Aujourd’hui, une évolution majeure est survenue, qui a permis au néerlandais d’être reconnu comme langue officielle, au même titre que le français, qui conserve pourtant dans les faits une large prééminence au sein du territoire belge. L’emploi des langues est réglé par l’article 30 et par l’article 129 de la Constitution.

### Réforme électorale
La mise en place d'une réforme électorale fut pendant longtemps un débat qui a animé le XIXe siècle et qui opposait les catholiques des libéraux.
En 1893, après des grèves concernant le rejet du projet de loi pour l’égalité du suffrage universel masculin, celui ci fut tout de même adopté avec vote plural et vote obligatoire. Par conséquent, sont tenus de voter tous les hommes âgés de plus de vingt-et-un ans et ont droit à deux votes supplémentaires les hommes plus âgés, les chefs de famille et les propriétaires fonciers ou diplômés universitaires. Pourtant, la représentation proportionnelle ne sera pas adoptée en 1893 puisqu’elle est perçue comme n’étant pas utile et trop complexe à mettre en place. C’est la raison pour laquelle, elle n’a pas été incluse dans les projets de loi du gouvernement.
De Smet de Naeyer accompagné d’Auguste Beernaert, ministre de son gouvernement, ont fait en sorte que le système électoral ne soit pas inscrit dans la Constitution. Le gouvernement de Smet de Naeyer II comprend rapidement l’importance de réformer le découpage électoral du territoire national. Il indique que l’application de la représentation proportionnelle proposée « respecte les circonscriptions existantes dans la mesure du possible ».

## Fin du gouvernement
Au lendemain des élections de 1898, de Smet de Naeyer a donné sa démission en même temps que le ministre de l’Industrie et du Travail, nommé Albert Nyssens. La cause principale de ce renoncement fut la réforme électorale, qui a entraîné de grandes discordances entre les différents partis quant au scrutin de liste. Une crainte s'est installée, à la fois des catholiques et des libéraux, sur le fait que via le système majoritaire, le parti socialiste obtiendrait la majorité des sièges. Inquiets, les deux partis se prononcent en faveur de la révision du système électoral. C’est au même moment que plusieurs catholiques manifestent leur préférence pour la solution du scrutin uninominal, système auquel Léopold II était, lui aussi, favorable. Ces deux parties, soucieux de leur place au sein du système, votent pour l'instauration d'un système de représentation proportionnelle, qui fut finalement adopté en 1899. La Belgique est le premier pays à instaurer la représentation proportionnelle pour l'élection de son parlement.
En raison de ce profond désaccord, le premier cabinet de Smet de Naeyer fut remplacé en janvier 1899 par le cabinet Vandenpeereboom, qui lui succéda.

## Remaniement
Le 11 novembre 1896 Jacques-Joseph Brassine (technicien) démissionne comme ministre de la guerre et est remplacé par Jules Vandenpeereboom.